# Левчуновка
Левчуновка — село в Николаевском районе Волгоградской области России, административный центр Левчуновского сельского поселения.
Население — 1005 (2010)

## История
Дата основания не установлена. Первоначально имело статус хутора. По состоянию на 1904 год хутор Ливчунов относился к Николаевской волости Царевского уезда Астраханской губернии, в хуторе проживало 400 жителей. Согласно Памятной книжке Астраханской губернии на 1914 год в Левчуновке проживали 317 душ мужского и 279 женского пола.
В 1919 году село в составе Царевского уезда включено в состав Царицынской губернии. В 1928 году село включено в состав Николаевского района Нижне-Волжского края, с 1934 года — Сталинградского края, с 1936 года — Сталинградской области).
На 1 января 1936 года, 1 января 1945 года, административный центр Левчуновского сельсовета Николаевского района 
На основании Указа Президиума Верховного Совета РСФСР от 18 июня 1954 года № 744/83 «Об объединении сельсоветов Сталинградской области» и решения Сталинградского облисполкома от 24 июня 1954 года № 15/801 было проведено объединение с/с: Ждановский и Левчуновсий сельсоветы – в один Ждановский сельсовет, центр – центральная усадьба колхоза им. Жданова, с включением в его состав населенных пунктов: пос. Тракторист, село Левчуновка, бригады № 2, 3, 4 колхоза им. Жданова. В соответствии с решением Сталинградского облисполкома от 31 мая 1958 года № 11/273 §8 центр Ждановского сельсовета был перенесен из пос. им. Жданова в с. Левчуновка, а Ждановский сельсовет переименован в Левчуновский. .
В соответствии с решением Волгоградского облисполкома от 17 мая 1978 года № 10/382 «О некоторых изменениях в административно-территориальном делении области» населенные пункты, имеющие служебное и временное значение — посёлки МТФ № 1, СТФ, ОТФ, МТФ № 4, Овцестрижка колхоза им. Ленина, Сайгачная ОТФ, ОТФ Янгалова, ОТФ Шамаева, ОТФ Сайганова, ОТФ Кехурсанова, ОТФ Явдолиева, Старая Левчуновка, ОТФ Никольского, были приписаны к постоянному населённому пункту — к селу Левчуновка, Левчуновский с/с.

## Физико-географическая характеристика
Село расположено в Заволжье, в пределах Прикаспийской низменности, на высоте около 30 метров выше уровня мирового океана. Рельеф местности равнинный, практически плоский. Почвы каштановые. Почвообразующие породы — пески.
Географическое положение
По автомобильной дороге расстояние до областного центра города Волгограда составляет 200 км, до районного центра города Николаевск — 25 км.
Климат
Климат континентальный, засушливый (согласно классификации климатов Кёппена-Гейгера — Dfa). Среднегодовая температура воздуха положительная и составляет + 7,3 °C, средняя температура самого холодного месяца января — 9,3 °C, самого жаркого месяца июля + 23,3 °C. Расчётная многолетняя норма осадков — 374 мм. Наименьшее количество осадков выпадает в марте (21 мм), наибольшее в июне (44 мм)
Часовой пояс
Левчуновка, как и вся Волгоградская область, находится в часовой зоне МСК (московское время). Смещение применяемого времени относительно UTC составляет +3:00.

## Население
| 1904 | 1914 | 1987 | 2002 |
| ---- | ---- | ---- | ---- |
| 400  | 596  | 1300 | 1216 |

| 2010 |
| ---- |
| 1005 |

## Инфраструктура
Развитое сельское хозяйство. Личное подсобное хозяйство.

## Транспорт
К селу имеется 2-км подъезд от региональной автодороги Астрахань — Волжский — Энгельс — Самара (официальное именование — Подъезд от автомобильной дороги «Самара — Пугачев — Энгельс — Волгоград» к с. Левчуновка (идентификационный номер 18 ОП РЗ 18Р-2-8).